# Aloe pachygaster x pratensis
Aloe pachygaster x pratensis é uma espécie de liliopsida do gênero Aloe, pertencente à família Asphodelaceae.